# Bricoptis plumipes
Bricoptis plumipes är en skalbaggsart som beskrevs av Olsoufieff 1932. Bricoptis plumipes ingår i släktet Bricoptis och familjen Cetoniidae. Inga underarter finns listade.